# Bonvillars
Pour l’article ayant un titre homophone, voir Bonvillard.
Bonvillars est une commune suisse du canton de Vaud, située dans le district du Jura-Nord vaudois.

## Histoire
Bonvillars fut cité en 1100 sous le nom de Binvilar. On y découvrit un Menhir datant du Néolithique, les vestiges d'une villa et des tombes burgondes. Au Moyen Âge, la seigneurie de Bonvillars était enclavée dans celle de Grandson. Bonvillars était une métralie (circonscription judiciaire) du bailliage commun de Grandson dès 1476. Le village était dirigé par l'assemblée générale des communiers. Il faisait ensuite partie du district de Grandson de 1798 à 2007.
Le droit de patronage sur l'église paroissiale de Saint-Nicolas appartenait au prieuré de Baulmes puis à celui de Payerne dès 1294. La paroisse fut annexée en 1846 à celle de Champagne, après avoir fait partie depuis la Réforme (1532) de celle d'Onnens. La maison seigneuriale de la Cour remonte au XVe siècle mais fut profondément remaniée au XVIIe siècle. De tradition viticole, Bonvillars produit d'excellents vins rouges et blancs. L'Abbaye des vignerons fut fondée en 1606. L'entier de la zone industrielle fut achetée en 1966 par les Fabriques de tabac réunies (appartenant à Philip Morris) qui construisirent de vastes entrepôts en 1973 et une chaîne de fabrication de cigarettes en 1990. Après le départ de Philip Morris, la zone industrielle située sur les communes de Bonvillars et Onnens accueillit en 2019 le centre logistique suisse de Décathlon qui y rejoignit une dizaine d'autres entreprises.

## Géographie

### Localisation

Photo aérienne (1949).

La commune de Bonvillars fait partie du District du Jura-Nord vaudois, un des dix districts du canton de Vaud. Son territoire a une emprise de 754 ha (7,5 km2), et s’étend des rives du Lac de Neuchâtel (429 m) à la crête du Jura (Mont Aubert, 1 339 m). La commune est composée du village et des hameaux de Flusel (aux portes de Champagne) et des Vullierens (à l'est de Fontanezier). Le centre du village est situé à 475 m d'altitude. Il se trouve à 7 km au nord-nord-est (à vol d'oiseau) de la capitale du district, Yverdon-les-Bains. Le territoire communal comprend une section littorale d’une longueur d’environ 800 m. sur la rive nord du lac de Neuchâtel, à l'est de l'embouchure de l'Arnon. Sur les territoires des communes de Mauborget et Romairon, la commune possède des forêts (Bois de La Vaux et de l'Envers) et un pâturage (La Combaz).
Communes limitrophes : Grandson, Champagne, Fontanezier, Provence, Concise, Corcelles-près-Concise et Onnens.

## Population
En 1416, Bonvillars comptait 36 feux (foyers). Il faut attendre la fin du XIXe siècle pour voir la population atteindre plus de 500 habitants. Le niveau le plus bas survient en 1960, avec 270 habitants seulement. En 2009, la commune abrite 433 habitants.

### Gentilé et surnoms
Les habitants de la commune se nomment les Bonvillarois.
Ils sont surnommés les Couennes-de-Lard (lè Couenna-de-Lâ en patois vaudois) ou les Pains-Ratés (lè Pan-Ratâ) selon les sobriquets consacrés.

## Monuments et curiosités
L'église réformée Saint-Nicolas est mentionnée dès 1148 comme propriété de l'abbaye de Payerne. Elle consiste en un édifice à une nef avec chœur voûté en berceau brisé et une chapelle latérale du XVe s. À l'intérieur, sculpture fragmentaire représentant un possible charpentier et un ange.
La Résidence la Cour est une ancienne demeure seigneuriale du XVe et XVIIIe siècles.
Le menhir de Bonvillars 